# Svjetski dan intelektualnog vlasništva
Svjetski dan intelektualnog vlasništva (eng. World Intellectual Property Day) održava se 26. travnja svake godine. Ovu zgodu osnovala Svjetska organizacija za intelektualno vlaništvo (World Intellectual Property Organization (WIPO)) 2000. godine da "pojača svijest kako patenti, copyright, zaštini znakovi i dizajn utječu na svakodnevni život" te da "slave kreativnost, i doprinose koje su izumitelji i dizajneri imali na razvoj zajednica preko zemaljske kugle".[nedostaje izvor]